# بهنام شرفی
بهنام شرفی (متولد ۲۳ مهر ۱۳۶۰، تهران) بازیگر و کارگردان تئاتر، تلویزیون و سینما اهل ایران است. وی دارای مدارک کاردانی در رشته روابط عمومی و کارشناسی در رشته هنرهای نمایشی گرایش تئاتر کاربردی است. از سال ۱۳۷۹ تئاتر را در زادگاه مادری خود ملایر آغاز کرد و تکنیک‌های بازیگری را در کلاس‌های استاد سمندریان فرا گرفت. از سال ۱۳۸۱ با اجرای تئاتر به صورت جدی وارد عرصه بازیگری شد. در بیست و هشتمین جشنواره بین‌المللی تئاتر فجر برنده جایزه بهترین بازیگر مرد در بخش تئاتر خیابانی برای نمایش اعترافات یک مستأجر و در سی و ششمین جشنواره بین‌المللی تئاتر فجر برنده جایزه بهترین بازیگر مرد در بخش مسابقه تئاتر ایران - الف برای بازی در نمایش آبی مایل به صورتی شد.
نمایش های مرگ با طعم نسکافه، سیاه خال و نویسنده مرده است از جمله آثاری است که در آن ها به ایفای نقش پرداخته است.

## فیلم‌شناسی

### سینما
| سال  | نام فیلم      | نقش | کارگردان        |
| ---- | ------------- | --- | --------------- |
| ۱۴۰۰ | پسر انسان     |     | سپیده میر حسینی |
| ١٣٩٠ | بی‌خود و بی‌جهت |     | عبدالرضا کاهانی |

### تلویزیون
| سال  | نام سریال   | نقش         | کارگردان         |
| ---- | ----------- | ----------- | ---------------- |
| ۱۴۰۳ | فراری       |             | امیر داسارگر     |
| ۱۴۰۳ | آقای قاضی   | سینا سعیدی  | سجاد مهرگان      |
| ۱۴۰۱ | تازه وارد   | مجید        | محسن امانی       |
| ۱۴۰۰ | بچه مهندس ۴ | آرش رستگاری | احمد کاوری       |
| ۱۳۹۸ | نه          | میلاد       | سام سجادی        |
| ۱۳۹۷ | کامیون      | صابر        | سید مسعود اطیابی |

### نمایش خانگی
| سال  | نام سریال          | نقش             | کارگردان     |
| ---- | ------------------ | --------------- | ------------ |
| ۱۴۰۳ | اجل معلق           |                 | عادل تبریزی  |
| ۱۴۰۰ | جیران              | میرزا کاظم نوری | حسن فتحی     |
| ۱۴۰۰ | خاتون              | بهرام نامجو     | تینا پاکروان |
| ۱۴٠٠ | مردم معمولی        | سلطان           | رامبد جوان   |
| ۱۳۹۸ | سال‌های دور از خانه | آقا گل          | مجید صالحی   |

### تئاتر
| سال  | نام تئاتر                     | کارگردان       |
| ---- | ----------------------------- | -------------- |
| ۱۴۰۳ | مرگ با طعم نسکافه             | بابک صحرایی    |
| ۱۴۰۲ | سیاه خال                      | محسن اردشیر    |
| ۱۴۰۱ | آناکارنینا                    | آرش عباسی      |
| ۱۴۰۰ | شترمرغ                        | محمد لهراسبی   |
| ۱۴۰۰ | اتاق                          | ساشا کشوادی    |
| ۱۳۹۹ | گُرگاس‌ها (روز به‌خیر آقای وزیر) | حمید رضا نعیمی |
| ۱۳۹۸ | بوی گند دهن خانم مارکز        | فرید قادر پناه |
| ۱۳۹۸ | حکم                           | مسعود ترابی    |
| ۱۳۹۷ | هفتمین جان سگ                 | مهدی کوشکی     |
| ۱۳۹۷ | خنکای ختم خاطره               | حمیدرضا آذرنگ  |
| ۱۳۹۶ | آبی مایل به صورتی             | ساناز بیان     |
| ۱۳۹۶ | شوایک سرباز ساده دل           | حمیدرضا نعیمی  |
| ۱۳۹۶ | آنا کارنینا                   | آرش عباسی      |
| ۱۳۹۶ | همشهری                        | مازیار ملکی    |
| ۱۳۹۶ | پالت                          | محمد حاتمی     |
| ۱۳۹۶ | نماینده ملت                   | مجید مظفری     |
| ۱۳۹۵ | خروس می‌خواند                  | شهرام کرمی     |
| ۱۳۹۵ | کابوس حضرت اشرف               | حسین پاکدل     |
| ۱۳۹۵ | دپوتات                        | اتابک نادری    |
| ۱۳۹۴ | ترور                          | حمیدرضا نعیمی  |
| ۱۳۹۴ | زیرزمین                       | آرش عباسی      |
| ۱۳۹۴ | دو روی روایت نادری            | جواد نوری      |
| ۱۳۹۳ | همه چیز دربارهٔ آقای ف         | هادی عزیزی     |
| ۱۳۹۳ | فاوست                         | حمیدرضا نعیمی  |
| ۱۳۹۳ | سقراط                         | حمیدرضا نعیمی  |
| ۱۳۹۳ | دیده بانان                    | محمد رضا خاکی  |
| ۱۳۹۰ | آفتاب از میلان طلوع می‌کند     | آرش عباسی      |
| ۱۳۸۹ | معرکه اهل طرب                 | رهام مخدومی    |
| ۱٣٨۶ | قصه های غمناک چهاردیواری      | رضا فقیهی      |

## جوایز و افتخارات
- جایزه اول بازیگری مرد از جشنواره تئاتر منطقه‌ای، همدان
- جایزه سوم بازیگری مرد از جشنواره سراسری تئاتر خیابانی مریوان(۱۳۸۶)[۳۰]
- جایزه سوم بازیگری مرد از جشنواره سراسری تئاتر خیابانی مریوان(۱۳۸۷)
- جایزه اول بازیگری مرد از جشنواره استانی تئاتر طنز همدان(۱۳۸۸)
- جایزه دوم بازیگری مردم از جشنواره سراسری تئاتر خیابانی مریوان(۱۳۸۸)
- جایزه سوم بازیگری مرد از جشنواره سراسری تئاتر ماه تهران(۱۳۸۸)
- جایزه اول بازیگری مرد از جشنواره بین‌المللی تئاتر فجر در بخش خیابانی(۱۳۸۸)
- جایزه اول بازیگری مرد از جشنواره سراسری تئاتر روبان قرمز کرمان(۱۳۸۹)
- جایزه اول بازیگری مرد از جشنواره تئاتر سراسری جوان ایرانی تهران برای نمایش «ماه تی تی» (۱۳۸۹)[۳۱][۳۲]
- جایزه سوم بازیگری مرد از جشنواره سراسری تئاتر خیابانی مریوان(۱۳۸۹)[۳۳]
- جایزه اول بازیگری مرد از جشنواره منطقه‌ای غرب کشور خرم‌آباد(۱۳۸۹)
- جایزه دوم بازیگری مرد در جشن خانه تئاتر تهران(۱۳۸۹)
- چهره ماندگار شهرستان ملایر در زمینه تئاتر و بازیگری(۱۳۸۹)
- تندیس جشنواره و دیپلم افتخار چهاردهمین جشنواره بین‌المللی تئاتر دانشگاهی ایران برای نقش‌خوانی در نمایشنامه‌خوانی «میهمانی روشنفکری» از دانشکده هنر و معماری (۱۳۹۰)[۳۴]
- جایزه اول بازیگری مرد در سومین جشنواره سراسری تئاتر تک نفره برای بازی در نمایش «همه چیز دربارهٔ آقای ف» (۱۳۹۳)[۳۵]
- جایزه بازیگری مرد در پانزدهمین جشن شب بازیگر خانه تئاتر برای بازی در نمایش «آبی مایل به صورتی» (۱۳۹۷)[۳۶][۳۷]